# 特殊刑事課
特殊刑事課（とくしゅけいじか）は、漫画『こちら葛飾区亀有公園前派出所』に登場する、警視庁内の架空の部署または特殊部隊

## 概要
警視庁の誇るエリート刑事（扱いづらい変わり者）集団で10数人が所属している。毎回亀有公園前派出所や葛飾署にやってきて合同調査を行う（特殊刑事が来ることを聞いた両津勘吉の叫び声で派出所が壊れることもしばしば）。個人でそれぞれ車両や航空機を持つなど作中に登場する刑事課では大規模である。しかし、その持っている装備品に着目すると『骨董品』・『化石』と揶揄されるほどの旧式装備が大半であり、性能上現代兵器に劣るとされ、断続的にこれらの装備で活動することは絶望的と言われる。特殊刑事課はこのような劣勢を両津の勢いでカバーしつつ犯人を確保せざるを得ないため、ある程度は強いものの、部品調達が困難な状況から継戦能力は限定的なものであるとみなされている。特殊刑事課は警視庁の中にあり、また部屋はとても広く、海パン刑事のパトカー(ポルシェ911)、月光刑事・美茄子刑事、ムスタング刑事の戦闘機(夜間戦闘機月光、P-51マスタング)や、ドルフィン刑事のミニ潜水艦、タイガー刑事の戦車(ティーガーI)が格納されている。「特殊刑事課」という呼称が判明したのは月光刑事が登場してから。
アニメ版では独自にオフィスビルを有しており、課長はハトポッポ刑事（以前はちょんまげ刑事だった）。テレビスペシャル「檸檬と謎の盗賊団!」では六本木ヒルズ森タワーに本拠地を構えたこともあった。スペシャル版ではほぼ毎回、海パン刑事・ドルフィン刑事・月光刑事&美茄子刑事が登場しており、敵キャラクターとして登場することもあるが、ほとんどは両津を助けており、頼りにされている（しかし、相手によっては手も足も出ずにあっさりと負けてしまうこともあり一瞬で出番が終わる）。また、スペシャル版以外にも出てくることがあり、原作と比べて出番はかなり増えている。ただし、両津は酷い目に遭うことも多く、場合によっては彼らの活動で壊した建物の弁償まで押しつけられる事もあるので煙たがってもいる。原作では犯罪現場で新しい特殊刑事が来ると聞いたら「急用が出来た」と逃げようとすることもある。メンバーごとに乗る装備は決められているが海パン刑事など特に乗り物が決められていないメンバーもいる。
メンバーの殆どは協調性があり、全員で夏休みの旅行に出掛ける事もある。ちなみに全員がお揃いのビキニパンツを持っており、海水浴の際にそれを身につけるが、その様子を見た両津に「おぞましい光景」と酷評された。
2021年に発売した「グランドジャンプ」11号には特殊刑事課が登場する新作読み切り「七人も刑事」が掲載された。

## 特殊刑事課のメンバー
節に使用している名前はコードネームで、特記なき限り「刑事」は「デカ」と読む。特定のメンバーを除いて、博物館に展示されているような骨董品級の乗り物しか持てず、これらを操縦して現場に急行する。登場する場面では戦隊ヒーローのように名乗る。

### 海パン刑事（かいパンデカ）
本名：汚野 武（きたの たけし）
テレビアニメ版の声優：荒川亮
舞台版：海津義孝
初登場：第76巻2話「海パン刑事（けいじ）! の巻」/アニメ版第34話「噂の海パン刑事（デカ）」
特殊刑事課会員番号1番、特殊刑事課のリーダー格。階級は警部補。通称が示すとおり、常に赤のネクタイと黒無地の海パン一丁で行動する。陸の事件を担当。この格好でないと落ち着かないらしい。検挙率100%を誇るエリート刑事であり、海パンを脱いで無防備な姿になり、犯人の隙をついて逮捕する。無防備状態の際は局部をセリフの吹き出し（アニメ版ではモザイク）などで隠しており、一部の読者やテレビアニメ版の視聴者から批判されたこともあったが、子供に大人気のキャラクターである。
本人曰く「わたしは隠し事が大嫌いな性分だ」とのことで全裸になることは恥ずかしくない。几帳面なところがあり、食事の時間は厳守している。保護した女性の前では曲がったネクタイを直していた。
寒い日でも服を着ることはなく、寒いときにはタイツを着用している（本人曰く「暖かいから」とのことで、両津にも車中で貸し出している）。アニメ版「世界ナンバーワンポリス決定戦!」の時は南極に助っ人としてやってきたドルフィン刑事の潜水艦内で褞袍を着て、炬燵に入っていた。また、第122巻5話「トロピカルDEアミーゴの巻（前編）」で海に登場したときには、両津に「初めて（その姿が）自然に見える」と言われた。
着用している海パンには名刺、携帯電話、ラーメン、おやつ（バナナ）など様々なものが入っている。アニメスペシャル版第175話「オドロキモモノキ島の大決戦!」で、砂漠をさまよっていた両津と本田速人の下に現れた際は、海パンから蛇口を出し、原理こそ不明だがしっかり飲用水をジョッキ一杯分出してみせた。
格闘能力は極めて高く、自分の局部を相手の顔部分に当てて相手を押し倒す「ゴールデン・クラッシュ」 や、無防備状態で飛び蹴りを食らわす「海パンキック」という技を持つ。いずれの場合も説得 しているときに隙をついて攻撃していた。両津は正攻法では勝利できず、後述のネクタイを外すという弱点を突かなければ勝てなかった。
フジテレビ系列の深夜番組『北野ファンクラブ』内のコント『海パン刑事』のパロディ（本家・海パン刑事役のビートたけし公認）。
アニメ版では海パン刑事をリーダーとし、ドルフィン刑事、月光刑事（と美茄子刑事）を合わせて「特殊刑事課三羽烏」と称しており、「特殊刑事課三羽烏」の実質的リーダー格で、アニメスペシャル版等にたびたび登場した。「特」○マーク付のポルシェのパトカーに乗って登場したことがある。
アニメ版では秋本・カトリーヌ・麗子からは「名前も聞きたくない」ほどに嫌われている 上、大原大次郎巡査部長や屯田五目須署長をはじめとする警察上層部からも「服装面に問題がある」として快く思われていない（ただし、階級は大原部長より海パン刑事のほうが上であり、原作でも第76巻2話当初は部長は海パン刑事に対して敬語を使っていた）が、前述のように検挙率100%を誇り、両津、中川圭一とともに「世界ナンバーワンポリス決定戦」日本代表にシード枠で選出されたほどの優秀な刑事である。
アニメ版のみの設定で、「ネクタイを取られるとやけに恥ずかしくなる」、「自分よりも相手の局部の方が大きいと泣いて逃げ出してしまう」 という2つの弱点がある。
海パンには「きたの」とネーミングされている。
アニメスペシャル版「THE FINAL 両津勘吉 最後の日」ではとにかく明るい安村を意識したような動きを見せ、海パンから取り出した拳銃でGPS弾を逃走車両に撃ち込み両津の犯人追跡に貢献しているが、最後は何故か風が吹いてきてネクタイが外れ、恥ずかしくなって撤収している。

### タイガー刑事
声：前田剛
特殊刑事課会員番号2番。本名は不明。ドイツ軍のタイガー戦車に乗って行動する。タイガー戦車にずっと乗っている理由は外が寒いからと本人が原作の中で告白。操縦技術は砲身に付けたペンで漢字を書いてしまうほどの腕前。また戦車の発煙弾発射筒は消火器になっている。
初登場時にパトロール中に偶然火事を発見し、初期消火を行って現場に残された子供を救助したため消防隊に入隊してしまった。
初登場は第83巻6話「第3の男・タイガー刑事（デカ）の巻」。
その後タイガー戦車で横田基地に突っ込んだことがあるという。
アニメ版では『大ハード2』スペシャル版に登場したが、立ち小便をしていたところをアブダラが放った刺客・シャーク番長に襲われて負傷し、病院送りとなった。

### ムスタング刑事
声：木内秀信
特殊刑事課会員番号3番。本名は不明。第二次大戦時のアメリカの戦闘機、P51ムスタングを搭載した特殊車両に乗り行動している。また、初登場の回ではP51から、パートナーである両津も乗れるようにとF82ツインムスタングを経てオチでB25爆撃機に乗り換えている。P51ムスタングはたまたまアメリカの航空ショーで格安で販売されていたため買っただけで、特に思い入れがあるわけではない。特殊車両を使用しているのは「街中を飛び回るのは迷惑だから」とのことだが、ワイヤーが千切れたり、ツインムスタングが走行中に分解するなどかえって危険な状況に陥ることもある。
海パン刑事、月光刑事らとは親友の間柄。
出撃の際には儀式と称してセリフの掛け合いを相棒に要求する。
登場順は海パン刑事に次いで2番目だが、会員番号は3番となっている。
アニメ版では『大ハード2』スペシャル版に登場したが、タイガー刑事と同様、アブダラが放った刺客・ひみつの日光ちゃんに襲われて負傷し、病院送りとなった。
漫画版では2000年における特集刑事課全員集合時には特殊車両を使用せず、ついに大空を舞うP51を操縦し、模擬戦とはいえ、月光刑事操る月光との空中戦を演じた。

### 月光刑事&美茄子刑事
初登場：第87巻2話「月光刑事（デカ）はもう結構!?の巻」/アニメ版第84話「華麗に変身!月光刑事」ただし、アニメ版第70話「バカンスは激しいのがお好き!?」で存在が先行して触れられている。
特殊刑事課会員番号4番。夜間戦闘機「月光」に乗り行動する。空の事件を担当。セーラームーンの格好をし、時代に合った女子高生のスタイルをしており、プリクラを大量に貼ったバッグを持ち歩いていたり、茶髪にしたり、芸能人を意識したメイクをしたりと中川圭一いわく「時代の最先端を行っている」とのこと。
漫画版ではムスタング刑事と同様、出撃前に「儀式」と称して決めセリフと共にメンバーを武器で引っぱたくのがお決まりだが、後に行わなくなった。また、夜間パトロール中に米軍の空母（インディペンデンス (CV-62)）に激突したことがある。
アニメ版では〝変身シーン〟もあるが、スポットライトやラジカセなどの小道具を大量に使用しており、映し出されるシルエットでは明らかに着替えているだけである。
多くの媒体では、聖羅 無々を月光刑事、美茄子を美茄子刑事（ビーナスデカ）としている。
月光刑事
本名：聖羅 無々（せいら むん）
声：外波山文明
1カ月に1回、満月の日にしか出動しない（雨の場合は中止で翌月になる）。彼いわく「満月の夜は犯罪が増える」とのことだが根拠は不明。そのため月給の大半の割合は、特殊刑事フィギュアの販売で、完全出来高制を採られている。ノルマは月50体。
アニメ版では「特殊刑事課三羽烏」（海パン刑事、ドルフィン刑事、月光&美茄子刑事）として活躍し、さまざまにコスチュームチェンジをすることで特殊能力を発揮することになっている（ただし、あまり役に立ったことはない）。
両津を聖羅 太郎（せいら たろう）と名づけ、様々な騒動に巻き込む。特にアニメ版においては両津をセーラー服に着替えさせようと無理やり服を脱がし、麗子の前で三度も股間を晒させるという両津にとって屈辱的な強引方法で行動させた。無理やり着替えさせられた両津は「スケ番」「むしろズベ公に近い」と散々な言われようだった。
美茄子刑事
本名：聖羅 美茄子（せいら びーなす）
声：山本満太
月光刑事のパートナーで、通称美茄子刑事（ビーナスデカ）。月光刑事同様にセーラー服に身を包み活動する。プリクラやルーズソックスのコギャル文化に詳しく、2度目の登場の際には茶髪にしていた。武器は鉄球。
月光刑事曰く、彼はプリクラの裏技を発見する天才で「プリクラ王」と呼ばれているとのこと。
アニメ版では、月光刑事の自己紹介が終わったあとに、「同じく（アシスタントの）美茄子刑事もよろしく」と言うのが恒例になっている。また、無々がコスチュームチェンジする度に「説明しよう - 」と必ず解説をする。
アニメ版のスペシャルでは一時期出番が減少し「登場するや即撃墜されて退場」というパターンが続いたため「最近出番減っていませんか？」と嘆いたことがある。
「聖羅 無々」「聖羅 美茄子」は原作ではコードネームであるが、アニメ版では本名とされている。

### ドルフィン刑事
本名：海野 土佐ェ門（うみの どざえもん）
声：赤星昇一郎
初登場：第91巻1話「海の守護神! の巻」/アニメ版第70話「バカンスは激しいのがお好き!?」
警視庁特殊刑事課会員番号5番。海の事件を担当。階級は警視であり、階級が判明しているメンバーの中ではアニメオリジナルキャラクターであるハトポッポ刑事に次いで階級が高い（原作ではハトポッポ刑事が登場しないため、登場した特殊刑事の中では一番階級が高い）。小型潜水艦に搭乗し、数匹のイルカを従えて行動する。この数匹のイルカと共に水上警察隊を名乗っている。気温が35℃を超えないと出勤しない。逆に35℃を超えない限りは警察としては出動せず、海水浴客にイルカの芸を見せたり、海の家を手伝っていたりすることがある。アニメ版では真夏以外の話でも登場することがある。真夏日が続いた際にドルフィン刑事が連日出動した逸話があり「恐怖の大王はドルフィン刑事のことじゃないか?」という皮肉を言われたことがある。
イルカの調教師、ガラス職人、漫画家を経て刑事になった。イルカに手榴弾を投げさせたり、巡航ミサイル「トマホーク」で攻撃をするなど多彩な攻撃を仕掛ける。アニメ版初登場時にはアメリカ海軍に援軍を出してもらったが、両津に魚雷で空母を沈没させ、賠償責任を負わされている。それ以降の話では器物を破損しても賠償問題が生じた時は他のメンバーと一緒に逃げることが多く、両津に責任を押し付ける形になっている。
アニメ版では、登場時にはイルカの芸を見せ、犯人に喜ばれたり両津にあきれられたのち「一応お約束のギャグだから」という注釈をするまでが登場後の流れになっている。
アニメ版では、フジテレビの旧マスコットキャラクター「ピンカちゃん」が「大ハード！両津勘吉は二度死ぬ」「大ハード2!史上最低の決戦」に登場した。
アニメ版での彼の登場時のテーマソングは本来は左近寺に使用される予定であった。この登場シーンはセル画であるが、デジタル化した後でも使い回しされていた（2016年のスペシャルではデジタル制作による新規の登場バンクが用意された）。

### 革命刑事（かくめいデカ）
特殊刑事課会員番号6番。主にエンジンやマフラーを思い切り改造した オープンカーに乗って、交通を革命するために活動する。ただし1台捕まえるために他の車が10台は事故に遭っている。また、車は基本的に〆宮が運転し、伝嬢はボンネットの上に座っていることが多い。
月光刑事同様、多くの媒体では革命刑事は伝嬢 雨亭裸を指すが、『Kamedas2』では〆宮 庵水も含めて革命刑事とされていたため、ここではそれに従った。
伝嬢 雨亭裸（でんじょう うてら）
本名：伝嬢 雨亭裸
肩賞のある上着1枚（前をはだけている）、マント、ミニスカート、ルーズソックス、下駄を身につけた男性。ちょんまげを結っていて、全身の体毛も濃い。サーベルを常に手にしている。外見からはそう見えないが、キャリア組のエリート刑事らしい。両津のことをチュウ太と呼ぶ。
〆宮 庵水（しめみや あんすい）
本名：〆宮 庵水
伝嬢刑事のパートナー兼、雨亭裸のボケに対するツッコミ役だが、会話は全く噛み合っていない。格好は雨亭裸とほぼ同じ（ただし上着の前ははだけていない）。メガネをかけており、頭に王冠のようなものをつけている。肌は褐色でインド人のような顔立ちをしている。通称「警視庁の核弾頭ミサイル」。
胸から急須を出すが、これも、胸から剣を出す姫宮アンシーのパロディである。

### 美少女刑事/プロファイリング刑事/少女漫画刑事
本名：麻生 瑠理華（あそう るりか）
声：小檜山洋一
特殊刑事課会員番号7番。名前は女性だが、れっきとした男性。原作とアニメ版では設定が異なる。
美少女刑事（原作版）
初登場の際寺井洋一に水野晴郎と間違えられる。愛称は「ルリリン」。バレリーナの格好をしており、衣装には少女漫画版と少年漫画版がある。後述の『りぼん』出演時は前者を、『週刊少年ジャンプ』および単行本では後者を着用したが、『ジャンプ』での初登場以後も少女漫画版を着用して登場することが多い。少年漫画版の方が露出が高く、両津からも「その格好で『りぼん』はキツい」と評され、本人も「自重したためああなった」と解説している。
変身も出来ると主張し「神風怪盗ジャンヌ」に変身したが、通常の衣装に加え腹部に「じゃんぬ」という落書きが描かれたことと、マントが付いただけであまり変わらなかった。また、繰り出した必殺技も、少女漫画誌やその読者に関する文句や愚痴を溢しながらパンチやキックを繰り出すだけである。
少女漫画家を目指しているが、代表作「なんじゃこりゃ番長」は絵柄がかなり硬派な少年漫画風なのが欠点。しかし登場当時は両津の方が少女漫画家としてのキャリアが上だったため、両津に「4コマ漫画を始めてみたらどうだ?」というアドバイスをもらっていた。愛野神女（乙姫菜々）のファン。同じ集英社が発行している少女漫画誌『りぼん』に『こち亀』が特別掲載された時にも登場しており、こちらは通常の単行本でなく「Kamedas2」に収録されている。
プロファイリング刑事/少女漫画刑事（アニメ版）
第167話「出た! 少女漫画刑事」で初登場。プロファイリングを専門とする敏腕刑事で、通常はサングラスを掛けスーツを着用した男性の姿をしている。徐に拾い上げたラジコン戦車を細かに分析し、持ち主が両津であると断定してみせたが、肝心の犯人逮捕の際にはプロファイリングという技能はあまり役に立たなかった。
「プロファイリングの完璧を期すためには犯人の気持ちに成り切らなくてはならない」という信念から、事件により何かに変装し、完全なまでに研究した上で成り切る。登場時はある怪盗（神風強盗ダルク）の逮捕の際、犯人を「少女漫画家志望の女の子」と断定して成り切ったため、登場回のタイトルが「少女漫画刑事」となった。しかし犯人の正体は少女漫画のキャラクター風の衣装を着用した中年男性だったため、彼の研究と成り切りはある意味空回りに終わった。
原作同様魔法を使えると主張しているが、変身は月光刑事同様、煙の中で着替えているだけであり、魔法で派出所を改築する際も、これまた煙の中1人で工事をやっただけである。また変身に使うコンパクトは海パン刑事同様、パンツの中から取り出す。
成り切りは調査の際だけであり、事件解決後は普通の容姿に戻ったが、麗子を除く派出所男性メンバー（大原大次郎、両津、中川、寺井）は少女漫画の世界に洗脳されてしまい、元に戻らなくなっていた。また、マリアも異常な状況に対して流石に面食らっていた。
本人の持ち歌もあり、派出所の面々も携えてアニメ版のオープニング風に表したが、スタッフは全員麻生瑠理華。歌詞が春バージョンと夏バージョンの2種類があり、夏バージョンは話の後半に両津、大原、寺井、少女漫画刑事の4人が歌うシーンがある。『こち亀百歌選 〜主題歌ベストコレクション〜』にボーナストラックとして収録されている。アルバムに収録されているものはアレンジと歌い方がテレビバージョンとは異なっており、歌詞は春バージョンのみ用いられている。
2度目以降はプロファイリング刑事ではなく少女漫画刑事として登場している（ただし、初登場時のサブタイトルでは既に少女漫画刑事となっていた）。衣装は一部を除き原作における少女漫画版に酷似したものを着用。
レギュラー放送終了後に放送された特別版では「特殊刑事課三羽烏」のメンバーに加わって登場した。その際、名前が特殊刑事課三羽烏から特殊デカーズに変わっていた。

### ミレニアム刑事
特殊刑事課会員番号8番。日暮より長い、千年に一度しか登場しない（ことになっているが、既に数回登場）。略「ミレ刑事」。学ランにゲタという番長のようなスタイルで、両津達にも学ランを着用させた。硬派と見せかけて、実は軟派。ミレニアム装備品として、竹刀、釘バット、鎖などがあり、自宅から延々と電話線を引っ張ってまで携帯している黒電話を愛用する。見た目に似合わず、非常に弱い。2000年（ミレニアム）に麗子の胸のボタンを強引に取ろうとして逮捕され、両津から「今度は一万年後に登場しろ」と言われた。次回の登場は3000年だと自身で言い張っていたが、連載における約8ヵ月後の特殊刑事課全員集合の際に再登場しており、両津に「8ヶ月で出てくんじゃない！」とツッコまれた。
本人いわく、「1000年の時にも登場した」とのこと。
『週刊少年ジャンプ』掲載版最終回にも登場。

### スペース・ダンシング刑事
本名：桜野 クララ（さくらの クララ）
初登場：第120巻第6話「スペース刑事クララ登場!!の巻」
特殊刑事課会員番号9番。2000年製造品の女性型ロボット。特殊刑事課唯一の女性刑事で階級は警部。21世紀のハイテク犯罪に対抗するために作られた。また精密な人工知能やハイテク機器を搭載しているだけでなく、横断歩道を渡ろうとするお年寄りを手伝ったりと、モラルも持ち合わせている。身長169cm、体重50kg。スリーサイズは83・51・86。使用拳銃はトカレフ（最初はマキシンを使用）。犬型ロボット・アントワネットとコンビを組む。初登場時はクラブ系の音楽をかけることで実力が発揮されていたが、のちに様々な音を演奏することでエネルギーが充電される仕様になった。2020年の新作にも登場。
ただしロボットなので、体が機械的に反応してしまうという欠点があり、先述のお年寄りを蹴り飛ばしてしまったことがある。また改造後は充電方式とパワーを上げた結果、エネルギーの消耗が激しくなるという弱点も出来てしまった。
音楽によるムラがあり、少々荒々しい一面もあるが、両津にはまともと認識されている唯一の特殊刑事である。
彼女を最後に特殊刑事課の会員番号についての説明が無くなる。

### ラジコン刑事
本名：ラジ野 コン太郎（ラジの コンたろう）
初登場：第130巻第4話「出撃ラジコン刑事の巻」
特殊刑事課に所属。一人称は「ぼく」。身長148cm、体重38kg（第172巻巻末）。陸海空を全て制覇する多種のラジコンを操り、行動する。ラジコン大会でも優勝するほどの腕で自分の部屋に優勝カップを飾っている。ラジコンを壊されると子供のようになる。小学生のような出で立ち。ラジコンの必殺技を出す時には、技名を叫びながら大仰なポーズを取る。なお、年齢について質問すると激怒し、ラジコンによる報復を受ける。激怒している最中の本人のセリフによると、既婚者で子持ちであり、日曜日はラジコン大会に出て子供と遊ばないため妻からは怒られているという。登場時から一年前までミニ四駆の大会に出場していた。
ラジコン好きの両津は彼を嫌がっており、署長もラジコン指導を彼ではなく両津に頼んでいる（第172巻-第6話「3Dヘリ大作戦の巻」）。第200巻で久しぶりに登場（両津曰く「今の読者は誰も知らん」）した際はドローンも操作しており、両津とドローンバトルを繰り広げた。

### お祭り刑事
お祭り刑事
神輿を担ぐ本庁所属の機動隊員と、指揮を執る「お祭り刑事」によって構成される特殊刑事。神輿に乗って活動を行う。ライバルで同じような強盗団がいる。神田祭に現れた。
ちびっ子版お祭り刑事（仮名）
上記のお祭り刑事のちびっ子版。正式名称は不明。

### レインボー刑事
立番（りつばん）選手権の審査員を務めた刑事。立番を得意としており、犯人が目の前を通っても微動だにしないらしい。両津曰く「特殊刑事課の中で一番地味」。特殊刑事課レインボーチームのリーダー。「レインボー」と称するが、黒の隊員しかいない。
立番ブラック
特殊刑事課レインボーチームのメンバー。硬派好きである。
立番フラットブラック
レインボーチームのメンバーの1人。ボーイズラブに食いついた。
立番ディープブラック
レインボーチームのメンバー。

### 将棋刑事（しょうぎでか）
本名：居飛車 駒損ノ介（いびしゃ こまぞんのすけ）
声：不明（ノンクレジット）（ニンテンドーDS版ゲーム）
警視庁特殊機動将棋隊の総指揮官。将棋の王将の駒を着ている。モチーフは益子かつみの漫画版『さいころコロ助』。駒に手足を引っ込めることができる。将棋刑事が登場した回は両津・麗子・中川・大原を含む新葛飾署の署員のうち40名が将棋隊となった。将棋隊ひとりひとりに角行・飛車・金将・歩兵などの将棋の駒を着させて、駄菓子屋に銃を持って立て籠もった犯人相手に人間詰め将棋を行った。両津を含む歩兵18名は最前線に送り込まれた。最終的に両津が将棋刑事を盾に犯人が立て籠もっている駄菓子屋に突っ込んで「詰み」（両津が将棋刑事を犯人たちに投げつけた）をした。将棋刑事などが着た将棋の駒は五重構造の防弾になっている（両津などが着た歩兵の駒だけはと金（裏面）だけしか防弾になっていない）。

### 麻雀刑事（マージャンでか）
本名：二盃口・吃・錯和ノ介（リャンペーコー・チー・チョンボのすけ）
麻雀の「中」の牌のコスチュームを着用し、左右のレンズが□と○の形をしたメガネ（両津からは「丸出だめ夫のメガネ」と言われた）をつけ、頭部には三本の突起をつけている。麻雀好きの立て篭もり犯人に対し、自分と同様の麻雀牌のコスチュームをつけた署員による「人間麻雀」での対決を挑み、人質を1人1000点で取引した。犯人の言いなり「一部を女子に変えろ」に乗って（脱衣麻雀化）して止められても「あー脱衣やりたかったなー」というなどスケベな部分がある。事件後、「人間麻雀」がブームになり、テレビのバラエティ番組での指導を行っていた。
中川曰く「強烈な特殊デカ」、両津曰く「終わった」。

### 灰無蹴流刑事（ハインケルけいじ）
ハインケル He111の双胴機（ツヴィリング、独語で「双子」）に乗って活動する双子の刑事。作中に登場した特殊刑事の中では珍しく普通の服装で性格も関西色が強い面を除けば比較的常識的である。関西弁を話すコテコテの大阪人で、大阪ではハインケルで上空からパトロールしており、地元では有名な刑事である。また兄弟で漫才のようなやり取りをしている。御堂春ら通天閣署のメンバーとも親しい間柄。
3機合体させたハインケルに乗る「悪党の3ツ子」を追って東京にやってくる。3ツ子を両津と共に検挙したことで彼と親しくなるが、今度は「悪党の6ツ子」が東京にやってくるらしい。

### コスプレ刑事
本名：小巣府令弥太郎（コスプレやったろー）
常に何かのコスプレ（主に少女マンガ系）をしている刑事で、「ラブライブ!」のメンバーのコスプレを初登場時にしていた。外見はスキンヘッドの中年男性。女性のコスプレイヤーばかりが注目される現状を憂いており、男性コスプレイヤー、特に中年のコスプレイヤーを増やすことを目標としている。刑事と兼任で高齢者指導課の課長も行っており、警視庁の隣に男性専門のコスプレ会場である「OTOKOS（おとこす）の館」を主宰している。厳つい外見とは裏腹に喧嘩は弱く、番長コスの窃盗団が現れた際には仲間とスケバンのコスプレをして出動したが、全く歯が立たなかった。

### 軍人刑事
本名：軍人将棋矢田郎兵衛（ぐんじんしょうぎやったろうべえ）
軍人将棋の駒の服を着ている刑事。タイツを履いている。

### 読切オリジナル刑事

#### たいやき刑事
こち亀ジャンプにおいて、矢吹健太朗がコラボで描き下ろした読切で登場。正体は『To LOVEる -とらぶる-』の金色の闇。
ハレンチ体質になった両津が悪さをすると思って大原部長が特殊刑事課から助っ人に呼んだ。

### アニメオリジナル刑事

#### ハードボイルド刑事
本名：星 逃田（ほし とうでん）
声：下元史朗
原作にも登場するキャラクターだが、特殊刑事課配属の設定はアニメのみ。ここではアニメの設定を記述する。
第100話「俺が主役だ!星逃田」で初登場。愛車はシボレー・カマロ（4代目前期、赤のコンバーチブル）。アニメ版では海パン刑事などが登場した後のため、彼らと同じ変態だと思われていた（ハードボイルドは英語では『固茹での卵』を意味するため茹で卵を食べていると予想された）。
実際には見た目はまともそうな刑事だが、登場シーンがハードボイルドに決まるまで何度もリテイクを繰り返し、「理屈より絵面優先」として作品設定を変えるなどの無茶な要求を多く行う。その結果、背景、彩色、動画、原画マンといった制作スタッフが逃走し、最終的には作画そのものが消失。滅茶苦茶な終盤に憤慨した星が呼び出したことで、当時アニメの監督を務めていた高松信司が実写で割り込む事態にまで発展した。本編終了後の次回予告にも乱入してきたため、両津は予告コメントを読めなかった。
SP9「両さん、最大の危機! ライバルはチャキチャキ江戸っ娘」のエンディング映像として流れた「特殊刑事課 刑事ファイル」にて、特殊刑事課に所属していることが明らかになった。
その後、第245話「両さんの長い一日」のおまけ回「帰ってきたハードボイルド刑事」において再登場。第100話のフィルムを再編集した短編ストーリーで、星がカマロから降りて自己紹介（1回目は派出所のメンバーの顔がギャグすぎたためNG、2テイク）をしたところで即終了。出番の少なさに憤慨して再び高松を呼び出したが「本編の放送時間が余ったので来てもらった。もう帰っていい」と開き直られ、愕然としたまま完結した。
映画第1作『こちら葛飾区亀有公園前派出所 THE MOVIE』と第2作『こちら葛飾区亀有公園前派出所 THE MOVIE2 UFO襲来! トルネード大作戦!!』にもカメオ出演している。

#### ハトポッポ刑事
本名：伝衛門（でんえもん）
声：竹本英史
アニメオリジナルの刑事。その名の通り鳩である。
両津が助手に推薦され、都内一帯の鳩を傘下に置き犯罪者の検挙にあたる一方で、両津がそれを悪用したため、最終的に愛想を尽かされてしまう。
後に同族の情報ネットワークを駆使して任務に貢献、犯人検挙率100%の功績を挙げたことで、『大ハード2』スペシャル版でちょんまげ刑事の後継者として特殊刑事課の課長に就任。伝衛門の言葉が分かる美人秘書（声：栗田ひづる）を雇っている。かつての同僚だった両津をこき使ったのが裏目になり、その恨みから不倫している写真を見せられて彼に強請られてしまう。しかし、同エピソードの事件が解決した後は和解し、写真も両津自身の手でバラバラに散った。
原作第789話「鳩の恩返し!?の巻」に登場した鳩がモデル。

#### ちょんまげ刑事
声 - 佐藤誓
アニメオリジナル版の刑事でハトポッポ刑事の前任の特殊刑事課の課長。格好はいわゆるバカ殿そのものであった。
『大ハード2』スペシャル版でアブダラが放った刺客・フンドシの錠に襲われて、股間押しつけに敗北し、病院送りとなる。以降の話には劇場アニメーション映画版第2作目『こちら葛飾区亀有公園前派出所 THE MOVIE2 UFO襲来! トルネード大作戦!!』の終盤とアニメ版第251話「透明刑事現る!」の回の初めのシーンのみの登場。

#### 透明刑事
アニメ版第251話「透明刑事現る!」に登場。両津が絵崎の開発した薬によって透明化し、特殊刑事課に配属されることになった。しかし、立てこもりの銀行強盗のもとに単身で向かった際、人質の女性を助けようとした際に局所に限って透明の効果が切れてしまい、窮地に陥る。結果、犯人逮捕の手柄は海パン刑事に奪われてしまい、両津は運悪く透明の効果が完全に切れたところで現場に駆けつけたマスコミによって生放送で全裸の姿を晒されてしまい、特殊刑事課への昇格および昇給も取り消されてしまう悲惨なものであった。また、オチでは絵崎が両津のお茶にバージョンアップした薬を入れ飲ませるも、両津自身は消えず、代わりに両津の股間のみが消えるという結果となった。